# Campeonato Asiático de Atletismo de 2017
A 22ª edição do Campeonato Asiático de Atletismo foi o evento esportivo organizado pela Associação Asiática de Atletismo (AAA) no Kalinga Stadium, na cidade de Bhubaneswar, na Índia entre 6 e 9 de julho de 2017. Foram disputados 42 provas no campeonato, no qual participaram 560 atletas de 41 nacionalidades. Teve como destaque o país anfitrião com 29 medalhas, sendo 12 de ouro. 

## Medalhistas

### Masculino
| Evento                           | Ouro                                                                                             | Ouro     | Prata | Prata      | Bronze | Bronze   |
| -------------------------------- | ------------------------------------------------------------------------------------------------ | -------- | --- | ---------- | --- | -------- |
| 100 metros detalhes              | Hassan Taftian Irão                                                                              | 10.25    | Femi Ogunode · Catar                                                                                          | 10.26      | Yang Chun-Han · Taipé Chinesa                                                                                    | 10.31    |
| 200 metros detalhes              | Yang Chun-Han · Taipé Chinesa                                                                    | 20.66    | Park Bong-go Coreia do Sul                                                                                    | 20.76      | Femi Ogunode · Catar                                                                                             | 20.79    |
| 400 metros detalhes              | Mohammad Anas · Índia                                                                            | 45.77    | Arokia Rajiv · Índia                                                                                          | 46.14      | Ahmed Mubarak Al-Saadi Omã                                                                                       | 46.39    |
| 800 metros detalhes              | Ebrahim Al-Zofairi · Kuwait                                                                      | 1:49.47  | Jamal Hairane · Catar                                                                                         | 1:49.94    | Jinson Johnson · Índia                                                                                           | 1:50.07  |
| 1 500 metros detalhes            | Ajay Kumar Saroj · Índia                                                                         | 3:45.85  | Jamal Hairane · Catar                                                                                         | 3:46.90    | Moslem Niadoost Irão                                                                                             | 3:48.53  |
| 5 000 metros detalhes            | Govindan Lakshmanan · Índia                                                                      | 14:54.48 | Yaser Salem Bagharab · Catar                                                                                  | 14:55.89   | Tariq Ahmed Al-Amri · Arábia Saudita                                                                             | 14:56.83 |
| 10 000 metros detalhes           | Govindan Lakshmanan · Índia                                                                      | 29:55.87 | Gopi Thonakal · Índia                                                                                         | 29:58.89   | Adilet Kyshtakbekov · Quirguistão                                                                                | 30:06.65 |
| 110 metros barreiras detalhes    | Abdulaziz Al-Mandeel · Kuwait                                                                    | 13.50    | Yaqoub Mohamed Al-Youha · Kuwait                                                                              | 13.59      | Ahmed Khader Al-Muwallad · Arábia Saudita                                                                        | 13.61    |
| 400 metros barreiras detalhes    | Eric Cray · Filipinas                                                                            | 49.57    | Chen Chieh · Taipé Chinesa                                                                                    | 49.75      | Jabir M.P. · Índia                                                                                               | 50.22    |
| 3 000 metros obstáculos detalhes | Hossein Keyhani Irão                                                                             | 8:43.82  | Yaser Salem Bagharab · Catar                                                                                  | 8:46.16    | Ali Ahmad Al-Amri · Arábia Saudita                                                                               | 8:52.64  |
| 4×100 metros estafetas detalhes  | China · Tang Xingqiang · Liang Jinsheng · Bie Ge · Xu Haiyang · Xu Zhouzheng*                    | 39.38    | Tailândia · Kritsada Namsuwan · Bandit Chuangchai · Jirapong Meenapra · Jaran Sathoengram · Sowan Ruttanapon* | 39.38      | Hong Kong · So Chun Hong · Ng Ka Fung · Tang Yik Chun · Tsui Chi Ho · Wan Hin Chung*                             | 39.53    |
| 4×400 metros estafetas detalhes  | Índia · Kunhu Muhammed · Amoj Jacob · Arokia Rajiv · Mohammad Anas · Mohan Kumar* · Sachin Roby* | 3:02.92  | Sri Lanka · Tharusha Dananjaya · Kalinga Kumarage · Ajith Premakumara · Dilip Ruwan                           | 3:04.80    | Tailândia · Apisit Chamsri · Nattapong Kongkraphan · Jirayu Pleenaram · Phitchaya Sunthonthuam · Vitsanu Phosri* | 3:06.48  |
| Salto em altura detalhes         | Woo Sang-hyeok Coreia do Sul                                                                     | 2.30 m = | Zhang Guowei · China                                                                                          | 2.28 m     | Majededdin Ghazal Síria                                                                                          | 2.24 m   |
| Salto com vara detalhes          | Ding Bangchao · China                                                                            | 5.65 m   | Masaki Ejima · Japão                                                                                          | 5.65 m AJS | Ernest Obiena · Filipinas                                                                                        | 5.50 m   |
| Salto em distância detalhes      | Huang Changzhou · China                                                                          | 8.09 m   | Chan Ming Tai · Hong Kong                                                                                     | 8.03 m     | Shotaro Shiroyama · Japão                                                                                        | 7.97 m   |
| Salto triplo detalhes            | Zhu Yaming · China                                                                               | 16.82 m  | Mark Harry Diones · Filipinas                                                                                 | 16.45 m    | Xu Xiaolong · China                                                                                              | 16.45 m  |
| Arremesso do peso detalhes       | Ali Samari Irão                                                                                  | 19.80 m  | Tejinder Pal Singh · Índia                                                                                    | 19.77 m    | Ivan Ivanov · Cazaquistão                                                                                        | 19.41 m  |
| Lançamento de disco detalhes     | Ehsan Haddadi Irão                                                                               | 64.54 m  | Muhammad Irfan · Malásia                                                                                      | 60.96 m    | Vikas Gowda · Índia                                                                                              | 60.81 m  |
| Lançamento de martelo detalhes   | Dilshod Nazarov · Tajiquistão                                                                    | 76.69 m  | Wang Shizhu · China                                                                                           | 73.81 m    | Lee Yun-chul Coreia do Sul                                                                                       | 73.77 m  |
| Lançamento de dardo detalhes     | Neeraj Chopra · Índia                                                                            | 85.23 m  | Ahmed Bader Magour · Catar                                                                                    | 83.70 m    | Davinder Singh Kang · Índia                                                                                      | 83.29 m  |
| Decatlo detalhes                 | Sutthisak Singkhon · Tailândia                                                                   | 7732 pts | Kazuya Kawasaki · Japão                                                                                       | 7584 pts   | Guo Qi · China                                                                                                   | 7495 pts |

- Atletas com estrelas competiram nas baterias, mas não nas finais, e receberam medalhas.

### Feminino
| Evento                           | Ouro                                                                                           | Ouro             | Prata                                                                          | Prata    | Bronze                                                              | Bronze   |
| -------------------------------- | ---------------------------------------------------------------------------------------------- | ---------------- | ------------------------------------------------------------------------------ | -------- | ------------------------------------------------------------------- | -------- |
| 100 metros detalhes              | Viktoriya Zyabkina · Cazaquistão                                                               | 11.39            | Olga Safronova · Cazaquistão                                                   | 11.45    | Dutee Chand · Índia                                                 | 11.52    |
| 200 metros detalhes              | Viktoriya Zyabkina · Cazaquistão                                                               | 23.10            | Rumeshika Rathnayake · Sri Lanka                                               | 23.43    | Olga Safronova · Cazaquistão                                        | 23.47    |
| 400 metros detalhes              | Nirmala Sheoran · Índia                                                                        | 52.01            | Quách Thị Lan · Vietname                                                       | 52.78    | Jisna Mathew · Índia                                                | 53.32    |
| 800 metros detalhes              | Nimali Liyanarachchi · Sri Lanka                                                               | 2:05.23          | Gayanthika Abeyrathne · Sri Lanka                                              | 2:05.27  | Fumika Omori · Japão                                                | 2:06.50  |
| 1 500 metros detalhes            | PU Chitra · Índia                                                                              | 4:17.92          | Geng Min · China                                                               | 4:19.15  | Ayako Jinnouchi · Japão                                             | 4:19.90  |
| 5 000 metros detalhes            | Darya Maslova · Quirguistão                                                                    | 15:57.95         | Alia Saeed Mohammed · Emirados Árabes Unidos                                   | 15:59.95 | Sanjivani Jadhav · Índia                                            | 16:00.24 |
| 10 000 metros detalhes           | Darya Maslova · Quirguistão                                                                    | 32:21.21         | Yuka Hori · Japão                                                              | 32:23.26 | Mizuki Matsuda · Japão                                              | 32:46.61 |
| 100 metros barreiras detalhes    | Jung Hye-lim Coreia do Sul                                                                     | 13.16            | Ayako Kimura · Japão                                                           | 13.30    | Wang Dou · China                                                    | 13.36    |
| 400 metros barreiras detalhes    | Nguyễn Thị Huyền · Vietname                                                                    | 56.14            | Anu Raghavan · Índia                                                           | 57.22    | Sayaka Aoki · Japão                                                 | 58.18    |
| 3 000 metros obstáculos detalhes | Sudha Singh · Índia                                                                            | 9:59.47          | Hyo Gyong · Coreia do Norte                                                    | 10:13.94 | Nana Sato · Japão                                                   | 10:18.11 |
| 4×100 metros estafetas detalhes  | Cazaquistão · Rima Kashafutdinova · Viktoriya Zyabkina · Merjen Ishanguliyeva · Olga Safronova | 43.53            | China · Sun Fengyan · Kong Lingwei · Lin Huijun · Feng Lulu                    | 44.50    | Índia · Merlin Joseph · Himashree Roy · Srabani Nanda · Dutee Chand | 44.57    |
| 4×400 metros estafetas detalhes  | Índia · Debashree Mazumdar · M. R. Poovamma · Jisna Mathew · Nirmala Sheoran                   | 3:31.34          | Vietname · Nguyễn Thị Oanh · Quách Thị Lan · Hoàng Thị Ngọc · Nguyễn Thị Huyền | 3:33.22  | Japão · Sayaka Aoki · Kana Ichikawa · Seika Aoyama · Manami Kira    | 3:37.74  |
| Salto em altura detalhes         | Nadiya Dusanova · Uzbequistão                                                                  | 1.84 m           | Yeung Man Wai · Hong KongWang Xueyi · ChinaLiu Jingyi · China                  | 1.80 m   | Não concedido                                                       |          |
| Salto com vara detalhes          | Chen Qiaoling · China                                                                          | 4.40 m           | Li Ling · China                                                                | 4.20 m   | Chayanusa Chomchuendee · Tailândia                                  | 4.10 m   |
| Salto em distância detalhes      | Bùi Thị Thu Thảo · Vietname                                                                    | 6.54 m           | Nellickal V. Neena · Índia                                                     | 6.54 m   | Nayana James · Índia                                                | 6.42 m   |
| Salto triplo detalhes            | Mariya Ovchinnikova · Cazaquistão                                                              | 13.72 m          | Irina Ektova · Cazaquistão                                                     | 13.62 m  | N.V. Sheena · Índia                                                 | 13.42 m  |
| Arremesso do peso detalhes       | Manpreet Kaur · Índia                                                                          | DSQ (desde 2016) | Guo Tianqian · China                                                           | 17.91 m  | Aya Ota · Japão                                                     | 15.45 m  |
| Lançamento de disco detalhes     | Chen Yang · China                                                                              | 60.41 m          | Subenrat Insaeng · Tailândia                                                   | 56.82 m  | Lu Xiaoxin · China                                                  | 55.27 m  |
| Lançamento de martelo detalhes   | Luo Na · China                                                                                 | 69.92 m          | Liu Tingting · China                                                           | 69.45 m  | Hitomi Katsuyama · Japão                                            | 60.22 m  |
| Lançamento de dardo detalhes     | Li Lingwei · China                                                                             | 63.06 m          | Dilhani Lekamage · Sri Lanka                                                   | 58.11 m  | Annu Rani · Índia                                                   | 57.32 m  |
| Heptatlo detalhes                | Swapna Barman · Índia                                                                          | 5942 pts         | Meg Hemphill · Japão                                                           | 5883 pts | Purnima Hembram · Índia                                             | 5798 pts |

## Quadro de medalhas
| Ordem | País                   | Medalha de ouro | Medalha de prata | Medalha de bronze | Total |
| ----- | ---------------------- | --------------- | ---------------- | ----------------- | ----- |
| 1     | Índia                  | 12              | 5                | 12                | 29    |
| 2     | China                  | 8               | 7                | 5                 | 20    |
| 3     | Cazaquistão            | 4               | 2                | 2                 | 8     |
| 4     | Irão                   | 4               | 0                | 1                 | 5     |
| 5     | Vietname               | 2               | 2                | 0                 | 4     |
| 6     | Coreia do Sul          | 2               | 1                | 1                 | 4     |
| 7     | Kuwait                 | 2               | 1                | 0                 | 3     |
| 8     | Quirguistão            | 2               | 0                | 1                 | 3     |
| 9     | Sri Lanka              | 1               | 4                | 0                 | 5     |
| 10    | Tailândia              | 1               | 2                | 2                 | 5     |
| 11    | Filipinas              | 1               | 1                | 1                 | 3     |
| 11    | Taipé Chinesa          | 1               | 1                | 1                 | 3     |
| 13    | Tajiquistão            | 1               | 0                | 0                 | 1     |
| 13    | Uzbequistão            | 1               | 0                | 0                 | 1     |
| 15    | Catar                  | 0               | 6                | 1                 | 7     |
| 16    | Japão                  | 0               | 5                | 9                 | 14    |
| 17    | Hong Kong              | 0               | 2                | 1                 | 3     |
| 18    | Emirados Árabes Unidos | 0               | 1                | 0                 | 1     |
| 18    | Malásia                | 0               | 1                | 0                 | 1     |
| 18    | Coreia do Norte        | 0               | 1                | 0                 | 1     |
| 21    | Arábia Saudita         | 0               | 0                | 3                 | 3     |
| 22    | Síria                  | 0               | 0                | 1                 | 1     |
| 22    | Omã                    | 0               | 0                | 1                 | 1     |
| Total | Total                  | 42              | 44               | 41                | 127   |

## Participantes
560 atletas de  41 nacionalidades participaram da competição.
- Afeganistão (7)
- Bangladesh (18)
- Bahrein (1)
- Butão (1)
- Camboja (2)
- China (50)
- Taipé Chinesa (23)
- Hong Kong (15)
- Índia (87)
- Indonésia (4)
- Irão (14)
- Iraque (10)
- Japão (54)
- Jordânia (4)
- Cazaquistão (29)
- Kuwait (18)
- Quirguistão (6)
- Líbano (8)
- Macau (5)
- Malásia (19)
- Maldivas (10)
- Mongólia (4)
- Myanmar (3)
- Nepal (5)
- Coreia do Norte (4)
- Omã (9)
- Paquistão (5)
- Filipinas (7)
- Catar (10)
- Arábia Saudita (14)
- Singapura (9)
- Coreia do Sul (21)
- Sri Lanka (21)
- Síria (2)
- Tajiquistão (7)
- Tailândia (27)
- Timor-Leste (3)
- Emirados Árabes Unidos (8)
- Uzbequistão (7)
- Vietname (6)
- Iêmen (3)

Legenda
| Recorde mundial       | Recorde mundial (World record)               |                       | Recorde africano                      | Recorde africano (African) |                                           | Q | Classificado por posição (Qualified) |
| Recorde do campeonato | Recorde do campeonato (Championship record)  | Recorde da América    | Recorde da América (Americas)         | q                          | Classificado por melhor tempo (Qualified) |   |                                      |
| Melhor marca do ano   | Melhor marca do ano (World leading)          | Recorde asiático      | Recorde asiático (Asian)              | DNS                        | Não largou (Did not start)                |   |                                      |
| Recorde nacional      | Recorde nacional (National record)           | Recorde europeu       | Recorde europeu (European)            | DNF                        | Não terminou (Did not finish)             |   |                                      |
| Recorde pessoal       | Recorde pessoal do atleta (Personal best)    | Recorde da Oceania    | Recorde da Oceania (Oceania)          | DSQ / DQ                   | Desclassificado (Disqualified)            |   |                                      |
| Recorde da temporada  | Recorde da temporada do atleta (Season best) | Recorde sul-americano | Recorde sul-americano (South America) | NM                         | Sem marca (No mark)                       |   |                                      |